# Åmål (comuna)
Åmål (em sueco: Åmål kommun) é uma comuna da Suécia localizada no condado da Gotalândia Ocidental. Sua capital é a cidade de Åmål. Possui 481 quilômetros quadrados e segundo censo de 2018, havia 12 720 habitantes.